# Dobrina Cristeva
Dobrina Liubomirova Stoylova Anguelova, conhecida como Dobrina Cristeva (Sófia, Bulgária, 9 de outubro de 1968), é uma atriz búlgara-mexicana. Migrou com os pais para o México com em 1970 aos 2 anos, e iniciou a carreira de bailarina em 1975 e como atriz em 1988. atualmente é casada com o ator uruguaio Flavio González Mello e tem 3 filhos.

## Trabalhos na TV
- Por amar sin ley (2018) - Jimena Beristáin
- Sin miedo a la verdad (2018) - Marissa
- Las 13 esposas de Wilson Fernández (2017) - Mamá Eleana
- Había una vez (2017) - Beatriz Macedo
- Muchacha italiana viene a casarse (2014-2015) - Belinda
- Camelia la Texana (2014) - Natasha Klorovsky
- De que te quiero, te quiero (2013) - Alina Grajales
- Dos hogares (2011-2012) - Sofía
- Como dice el dicho (2011-2018) - Vários personagens
- Teresa (2010-2011) - Mayra de Cáceres
- Para volver a amar (2010) - Greta
- La rosa de Guadalupe (2008-2018) - Vários personagens
- En nombre del amor (2008-2009) - Elisa
- Atrévete a soñar (2009) - Aura
- Querida enemiga (2008) - Silvia Mendiola Chávez
- Vecinos (2008) - Recepcionista
- Tormenta en el paraíso (2007) - Cleotilde
- Mujer, casos de la vida real (2005-2006) - Vários personagens
- Rebelde (2004-2006) - Yolanda "Yuli" Huber
- De pocas, pocas pulgas (2003) - Marisa
- Classe 406 (2002-2003) - Natalia Brech
- Lo que callamos las mujeres (2001) - Vivian
- Luces de la noche (1998) - Tina (Jovem)
- Los vuelcos del corazón (1996)
- Retrato de familia (1995-1996) - Laurita
- Valentina (1993) - Leticia de Alcántara / Ana María Miranda

## Filmes
- Hasta que los cuernos nos separen (1995)
- La Dedicatoria(1992)
- Imperio de los malditos (1992)
- Playback (1992)
- Desvestidas y alborotadas (1991)
- Sólo con tu pareja (1991) - Silvia Silva
- Ciudad de ciegos (1991) - Fanny
- Alma negra, magia blanca (1991)